# نهر واتوغا
واتوغا هو نهر كبير واسع في غرب ولاية كارولينا الشمالية والشرق ولاية تينيسي في الولايات المتحدة. يبلغ طوله 78.5 ميل (126.3 كم) تقع منابعه على سفوح جبل غراندفاذر وجبل البيك في مقاطعة واتوغا، ولاية كارولينا الشمالية.